# Россау (Альтмарк)
Россау (нем. Rossau) — община в Германии, в земле Саксония-Анхальт.
Входит в состав района Штендаль. Подчиняется управлению Остербург. Население составляет 429 человек (на 31 декабря 2006 года). Занимает площадь 17,90 км².